# Kew Jaliens
Kew Jaliens, né le 15 septembre 1978 à Rotterdam, est un footballeur international néerlandais qui évoluait au poste de défenseur.

## Biographie

### Son parcours aux Pays-Bas
En 2006, Kew Jaliens est appelé pour la première fois par Marco van Basten pour prendre part à plusieurs matches amicaux avec la sélection néerlandaise. Le 1er mars, il fait ses débuts internationaux contre l'Équateur. Sur sa lancée, Jaliens est sélectionné dans le groupe des vingt-trois appelé à jouer la Coupe du monde. En Allemagne, alors qu'il n'est pas au meilleur de sa forme puisqu’il s'est blessé à la jambe lors de la préparation au Mondial, il ne joue que le troisième match de la phase de poules contre l'Argentine, le sélectionneur profitant de la qualification de son équipe pour faire tourner son effectif avant les huitièmes de finale.

### Tente l'expérience du Wisła Cracovie, en Pologne
Vice-capitaine d'Alkmaar, il subit la venue au club de l'entraîneur Gertjan Verbeek, qui le pousse sur le banc lors de la saison 2010-2011. Peu utilisé, il décide de rejoindre le Wisła Cracovie en Pologne, poussé dans sa décision par la forte présence néerlandaise dans l'organigramme du club, et y signe le 26 janvier 2011 un contrat de deux ans et demi.

## Palmarès
- Champion des Pays-Bas : 2009
- Vainqueur de la Supercoupe des Pays-Bas : 2009
- Champion de Pologne : 2011